# Orchestre français des jeunes
 (décembre 2024).
L'Orchestre français des jeunes (OFJ) est un orchestre symphonique-école composé de jeunes instrumentistes français, renouvelés chaque année, issus de la France entière.

## Historique
Fondé en 1982 par le ministère français de la Culture, il a pour but « d’offrir à des jeunes musiciens français se préparant à une carrière musicale l'occasion d’une expérience approfondie de la vie d’orchestre. L'OFJ propose ainsi des stages d'orchestre (sessions) sous la direction de chefs de renommée internationale et de solistes d'orchestre appartenant aux grandes phalanges européennes. »
Après une période de répétitions en pupitres avec des professeurs et solistes professionnels de renommée internationale, issus d'orchestre français et/ou étrangers, les musiciens travaillent en répétitions partielles puis en tutti, d'abord dirigés par le chef assistant, puis par le directeur musical de l'année. Cette période de travail est clôturée par un concert dans la ville de résidence de l'orchestre. Les musiciens partent ensuite en tournée en France et à l'étranger.
La création en 2006 de l'Orchestre français des jeunes baroque répond au même objectif de formation professionnelle pour les jeunes musiciens étudiant sur instruments anciens.

## Recrutement
Les jeunes musiciens sont recrutés lors d'un concours à deux tours. Des éliminatoires ont lieu dans toute la France (dans les grands CRR de chaque région). Lors de ces présélections, les candidats doivent présenter une étude au choix, ainsi qu'une liste de traits d'orchestres imposés. Les sélectionnés se retrouvent en finale au CNSM de Paris, où ils doivent interpréter une liste de traits d'orchestre imposés (correspondant au programme de la saison à laquelle ils postulent) ainsi qu'un mouvement de concerto ou de sonate au choix. Les gagnants du concours ont leur place à l'OFJ pour un an (session d'été et session d'hiver), tout en pouvant être réinvités l'année suivante.
Les instrumentistes qui ont participé à l'un des deux précédents effectifs de l'OFJ, sont dispensés d'éliminatoire. (Ex. : un musicien ayant participé à l'OFJ 2007 accède directement en finale pour le recrutement 2009.)
Un musicien peut se présenter le nombre de fois qu'il le souhaite au concours, mais ne pourra pas participer plus de trois fois à l'Orchestre français des jeunes.
La limite d'âge s'étend de 16 à 25 ans, les candidats doivent être français ou faire leurs études en France, être dans l'année du diplôme d'études musicales (DEM) ou titulaire du DEM pour les vents et percussions.

## Liste des directeurs musicaux
- 1982 - 1983 : Jérôme Kaltenbach
- 1984 - 1985 : Emmanuel Krivine
- 1986 : Sylvain Cambreling
- 1987 - 1991 : Emmanuel Krivine
- 1992 - 1998 : Marek Janowski
- 1998 - 2001 : Jesus Lopez Cobos
- 2001 - 2004 : Emmanuel Krivine
- 2004 : Jesus Lopez Cobos
- 2005 - 2008 : Jean-Claude Casadesus
- 2008 : Dennis Russell Davies
- 2009 - 2010 : Kwamé Ryan
- 2011 - 2014 : Dennis Russell Davies
- 2015-2016 : David Zinman
- 2017-2020 : Fabien Gabel[3]
- 2021-2025 : Michael Schønwandt[3]
- 2025- : Kristiina Poska (en)[4]